# Paul Popescu-Neveanu
Paul Popescu-Neveanu (n. 10 mai 1926, Huși, Județul Vaslui – d. 30 decembrie 1994, București) a fost un psiholog și profesor universitar român.

## Biografie
Fiul preotului hușean Gheorghe Popescu . A urmat liceul la Brașov după care a absolvit cursurile Facultății de Psihologie și Pedagogie a Universității din București. Student strălucit al profesorilor Mihai Ralea și Gheorghe Zapan la Universitatea din București.
Și-a luat doctoratul în psihologie la Universitatea din Leningrad, sub îndrumarea prof. V.N. Measișcev.
În anul 1953 a devenit conferențiar universitar, iar din 1969 profesor de psihologie la Universitatea București. În 1956, Paul Popescu Neveanu a fost numit director al nou-înființatei „Case de Cultură Studențească din Centrul Universitar București”, tutelate de Ministerul Învățământului și Științei.
Între anii 1990 -1993 a fost șeful catedrei de psihologie de la Universitatea din București, iar între anii 1990 -1994 a fost Directorul Institutului de Psihologie al Academiei Române.
În cercetările conduse de Paul Popescu-Neveanu în domeniul valorilor sociale, el a aplicat „Testul de valori Rokeach” pe care l-a tradus și adaptat în limba română.

## Scrieri
- Tipurile de activitate nervoasă superioară la om, București, 1961
- Psihologie generală (1964, 1974)
- Psihologia creației actoricești (1969)
- Probleme ale învățării (1969)
- Personalitatea și cunoașterea ei (1969)
- Studii psihologice privind dezvoltarea psihică a a copiilor (1970)
- Personalitatea și cunoașterea ei (1970),
- Sensibilitatea - modalitățile de recepție senzorială (1970)
- Introducere în psihologia militară (1970)
- Curs de psihologie generală, Universitatea din București, vol I - 1976,  vol II - 1977
- Dicționar de psihologie, Editura Albatros, București, 1978
- Tratat de psihologie generală, 888 pagini, Editura Trei, 2013